# Strandskata
Strandskata (Haematopus ostralegus) är en vadarfågel inom familjen strandskator och den mest spridda arten av strandskata inom sin familj. Merparten av den globala populationen är flyttfåglar och den häckar utmed kuster i västra Europa, centrala Eurasien samt i nordöstra Asien. Den är en stor och kompakt vadare som adult har en svart och vit fjäderdräkt och orangeröd näbb och rosafärgade ben. 
Fågeln trivs på öppna strandmarker och strandängar samt på sand- och grusstränder. Den kan även ses på åkrar längre inåt land. Vid kusten är den både dag- och nattaktiv, medan den i inlandet bara är dagaktiv. För att vara en vadare simmar den ganska väl. Vid kusten lever den främst av musslor, medan mask utgör huvudföda längre inåt land. Den öppnar större musslor med näbben på två olika sätt men en individ använder alltid samma teknik, som den lär sig av sina föräldrar och förbättrar genom övning. Merparten av strandskatorna lever i monogama förhållanden. Den lägger oftast tre ägg i ett bo direkt på marken, tillräckligt långt ifrån vattnet för att undvika tidvattnet. Båda föräldrar ruvar äggen i genomsnitt 26–27 dagar. Ungarna tas om hand av båda föräldrarna, och ungar som föds i inlandet utvecklas snabbare än de som föds vid kusten.

## Utseende, läte och fältkännetecken

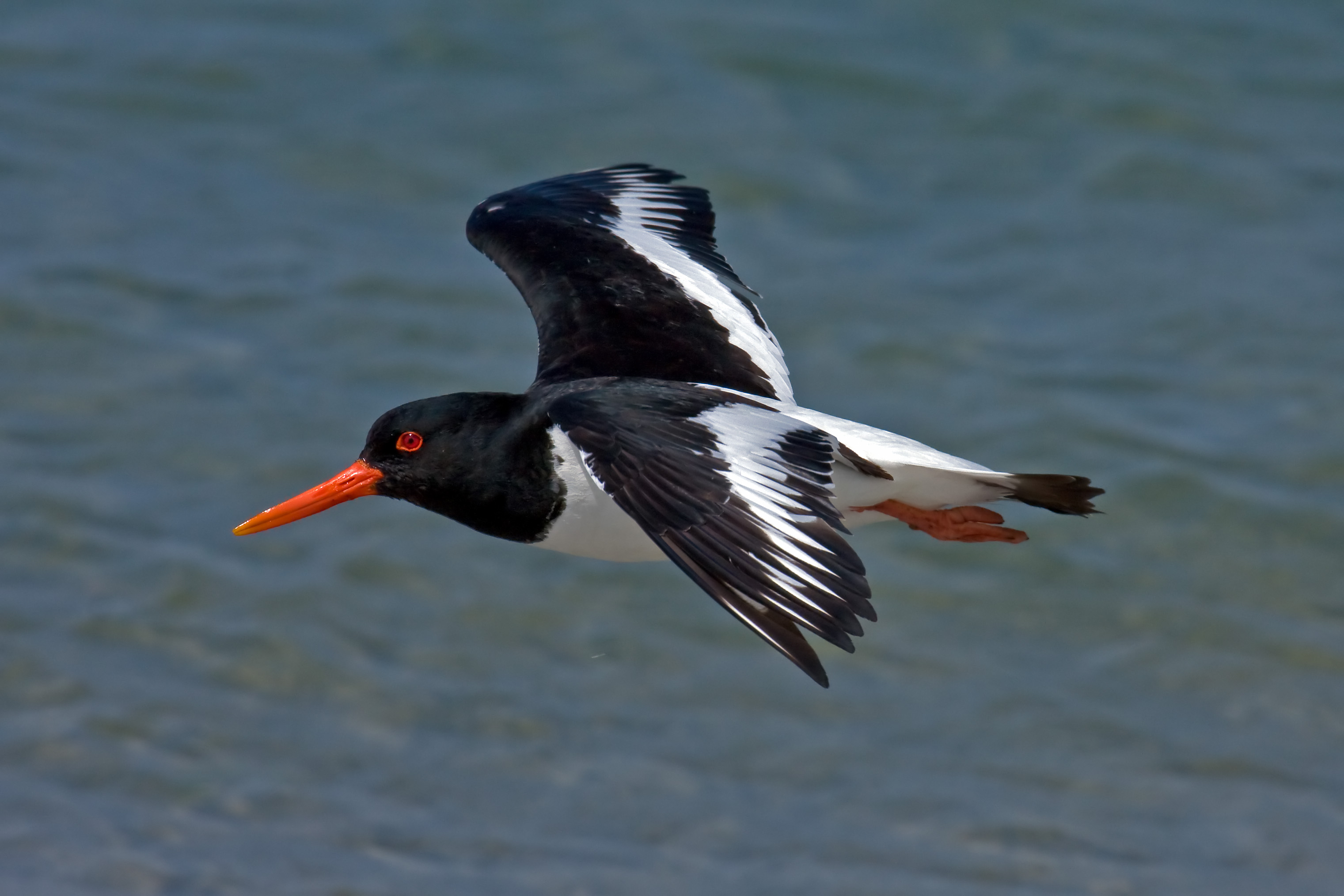
Strandskata som flyger.

Strandskatan är en stor och kompakt vadare med en längd på 39 till 44 cm, varav näbben är 6,5 till 9 cm och den har ett vingspann på 72–83 cm. Den är i huvudsak vit undertill och svart på ovansidan. Den har en lång orangeröd till röd näbb, rosafärgade ben och röda ögon. Honor och hanar är lika, förutom att honans näbb i genomsnitt är något längre. Juvenila fåglar har mer gråaktigt rosafärgade ben och en mer brunaktig mantel och näbbspetsen är mörk. De har vita fläckar på strupen och på halsens sidor. Den första sommaren har strandskatan en vit halskrage och näbbspetsen är mörk. De adulta fåglarna har också denna vita halskrage men saknar den mörka näbbspetsen.
Populationen i östra Asien skiljer sig från europeiska strandskator genom bland annat längre näbb och distinkt juvenil dräkt och vinterdräkt.
Kännetecknande för strandskatan när den flyger är, förutom den vita nedre delen av ryggen, de breda vita vingbanden på ovansidan av vingen och den breda svarta kanten på stjärten. Den flyger rakt och med snabba vingslag vilket gör att den kan påminna om en and.

### Läte
Strandskator är ljudliga fåglar. Strandskatans sammanhållningsläte är ett gällt och högröstat "biik", "k biik" eller "kubik" som upprepas flera gånger. Varningslätet är ett skarpt accelererande "kip kip kip-kip-kip-..." som slår över i snabba "klikliklikli". Under häckningstiden hörs även en hög bubblande drill och under sin spelflykt yttrar den ett långsamt "plii-ah plii-ah plii-ah..." i takt med vingslagen. När de försvarar sitt revir går de emot den främmande fågeln med nedåtriktat huvud och lite öppnad näbb, samtidigt som de utstöter ett högt läte.

## Utbredning och taxonomi

### Systematik

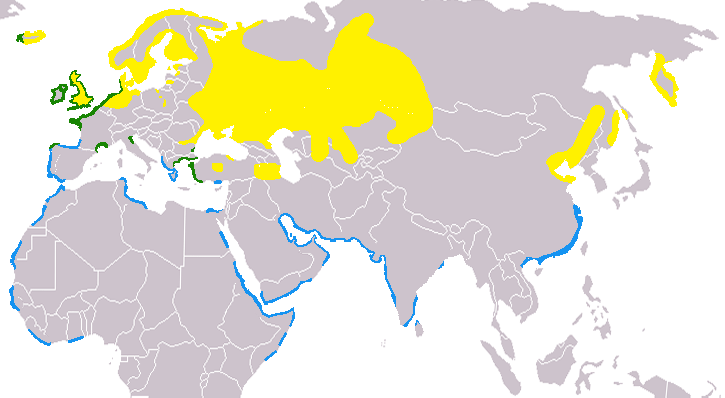
Utbredningskarta

Strandskatan är en vadarfågel i strandskatefamiljen Haematopodidae och typart för hela familjen. Den beskrevs taxonomiskt första gången 1758 av Carl von Linné, i den tionde upplagan av Systema naturae, under dess nuvarande vetenskapliga namn Haematopus ostralegus. Släktnamnet härstammar från grekiskans haima αἳμα, som betyder "blod", och pous πούς, som betyder fot. Dess artepitet härstammar från latinets ostrea, som betyder "ostron", och legere som betyder "att samla" eller "plocka".
Strandskatan är den enda företrädaren för släktet strandskator i palearktis. Tidigare fanns kanariestrandskata (H. meadewaldoi) på de östra Kanarieöarna Graciosa, Lanzarote och Fuerteventura, men sedan 1968 kategoriseras den som utdöd. Studier tyder på att den trots sin avvikande helsvarta dräkt är genetiskt i stort sett identisk med strandskatan. Samma studier visar även att populationen av strandskata i östra Asien, traditionellt inkluderad i strandskatan som underarten osculans (se nedan), endast är avlägset släkt och istället basal till en grupp bestående av strandskata, kapstrandskata, sydöstrandskata, nyazeelandstrandskata och chathamstrandskata. På basis av detta, liksom avvikande dräkt, har den därför behandlats som egen art av BirdLife Sverige, "kamtjatkastrandskata" (H. osculans). I gemensamma världslistan AviList kategoriseras den alltjämt som underart till strandskatan.
Artgränserna i hela familjen strandskator är heller inte helt okontroversiella. Historiskt har klippstrandskata, kapstrandskata, amerikansk strandskata, kanariestrandskata, chathamstrandskata, australisk strandskata, nyazeelandstrandskata och sydöstrandskata alla betraktats som underarter till strandskata.

### Häckningsområden
Strandskatan häckar i västra Europa, centrala Eurasien och nordöstra Asien. Den största koncentrationen av strandskata i Europa finns i Vadehavet vid Nordsjön och i angränsande landregioner. AviList urskiljer fyra underarter med följande utbredning:
- europeisk strandskata [11] Haematopus ostralegus ostralegus inklusive malacophaga (Salomonsen, 1930) och occidentalis (Neumann, 1929) – nominatformen, häckar vid nästan alla europeiska kuster från Island och Skandinavien till Medelhavet och framför allt vid Nordatlantens kuster. I Östersjön är den däremot inte lika vanlig. I Tyskland häckar arten från kusten längs de större floderna långt in i landet. Andra länder med häckningsplatser i inlandet är Skottland, Irland, Nederländerna, Ryssland och Turkiet.[8] Den övervintrar så långt söderut som till västra Afrika.
- Haematopus ostralegus longipes (Buturlin, 1910) – häckar från Ukraina och Turkiet till centrala Ryssland och västra Sibirien; övervintrar till östra Afrika
- Haematopus ostralegus buturlini (Dementiev, 1941) – häckar från västra Kazakstan till nordvästra Kina; övervintrar till sydvästra Asien och Indien
- Haematopus ostralegus osculans (Swinhoe, 1871) – häckar utmed kuster på Kamtjatkahalvön, runt Ochotska havet, på norra Koreahalvön samt i nordöstra Kina; övervintrar till östra Kina

### Övervintringsområden

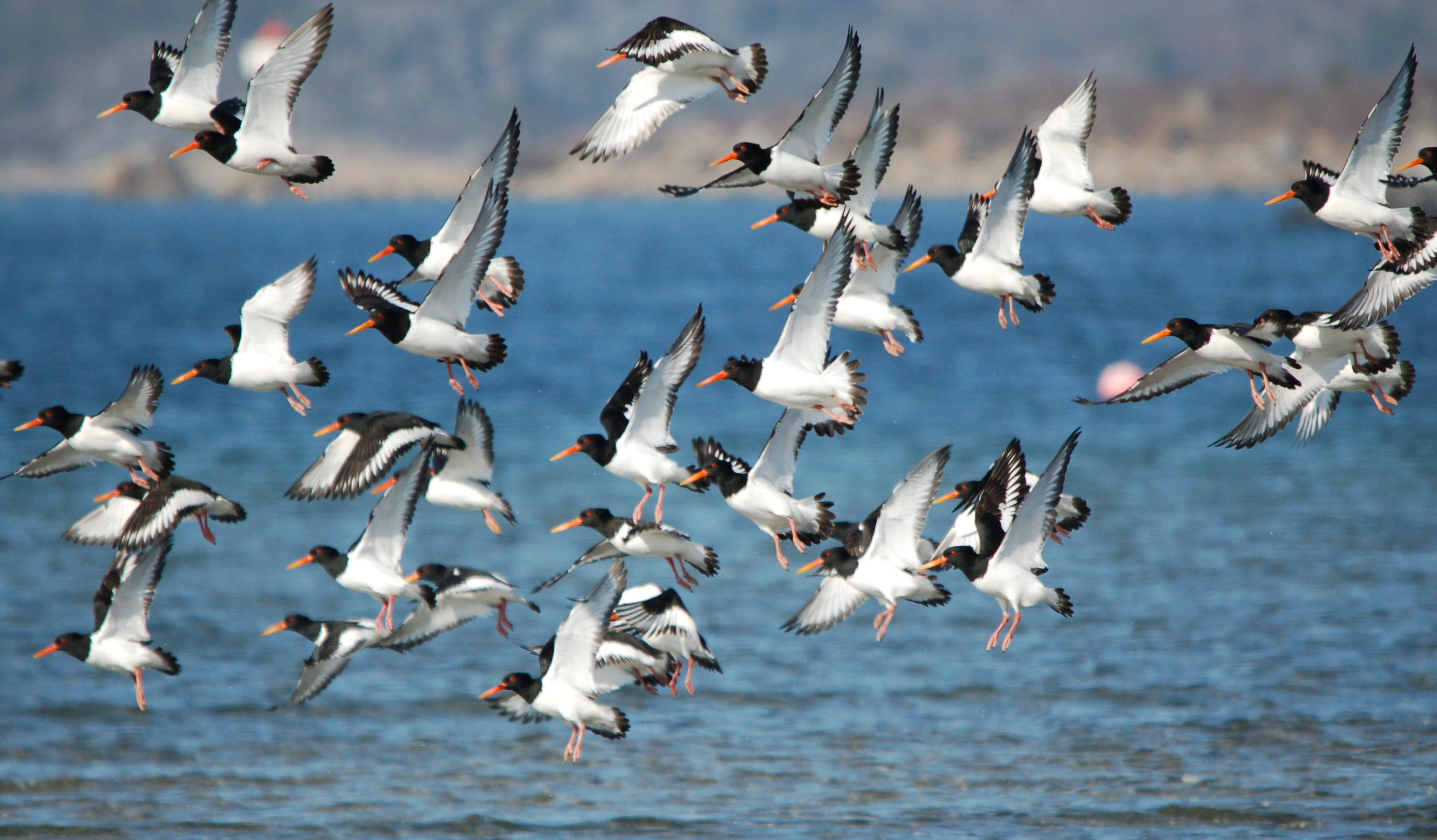
Inför flyttningen kan strandskator samlas i större flockar.

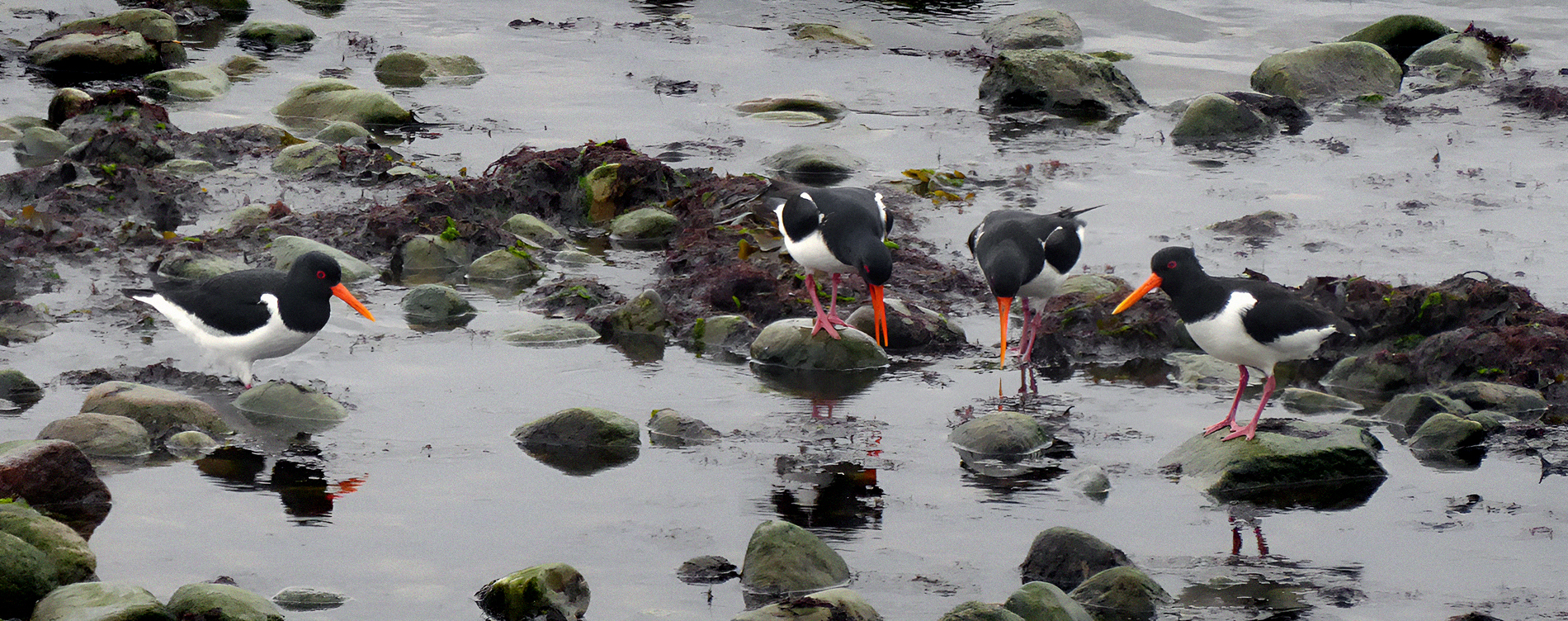
En liten flock rastar och födosöker.

Strandskator är huvudsakligen flyttfåglar, men några av de västeuropeiska individerna stannar i sina häckningsområden eller flyttar bara kortare distanser. Många av de strandskator som på vintern påträffas i sydvästra England är individer som häckar i norra England eller Skottland. Häckfåglar från södra England och norra Centraleuropa övervintrar i regionen mellan häckningsområdet och Iberiska halvön. Ett mindre antal flyttar till Marocko. Populationer som under vinterhalvåret lever i Tunisien och Libyen har sina häckningsområden vid nordvästra Medelhavet och vid Adriatiska havet. 
En liten del av den isländska populationen övervintrar vid Islands kustlinjer. Den övriga populationen från Island och häckfåglar från Färöarna flyger till Irländska sjön. De häckande fåglarna från Norge, Sverige, Baltikum och Ryssland övervintrar i södra Nordsjön.
De sydligaste vinterkvarteren ligger vid västafrikanska kusten i Ghana, men det är än så länge okänt var dessa fåglar häckar.  
Flyttning till vinterkvarteren sker ganska snart efter häckningens slut. Till exempel påbörjar en del av de europeiska häckfåglarna flyttningen redan i mitten av juli, men de flesta flyttar i augusti eller september. Återflytten börjar redan vid slutet av januari och fortsätter fram till april. Vid flytten följer fåglarna kustlinjen och påträffas bara undantagsvis i inlandet.

### Förekomst i Sverige
I Sverige häckar nominatformen H. o. ostralegus längs kusterna från Bohuslän på västkusten till norra Uppland, och lokalt ända upp till Västerbotten på ostkusten. Den häckar även vid de stora sjöarnas stränder och på de största öarna även ganska långt från stranden. Den absoluta merparten av den svenska populationen är flyttfåglar med vinterkvarter till länderna kring södra Nordsjön, Brittiska öarna och Franska Atlantkusten, men ett antal individer övervintrar på skär längre ut från kusten på västkusten. Det svenska beståndet uppskattas till cirka 16 000 häckande individer.

## Ekologi

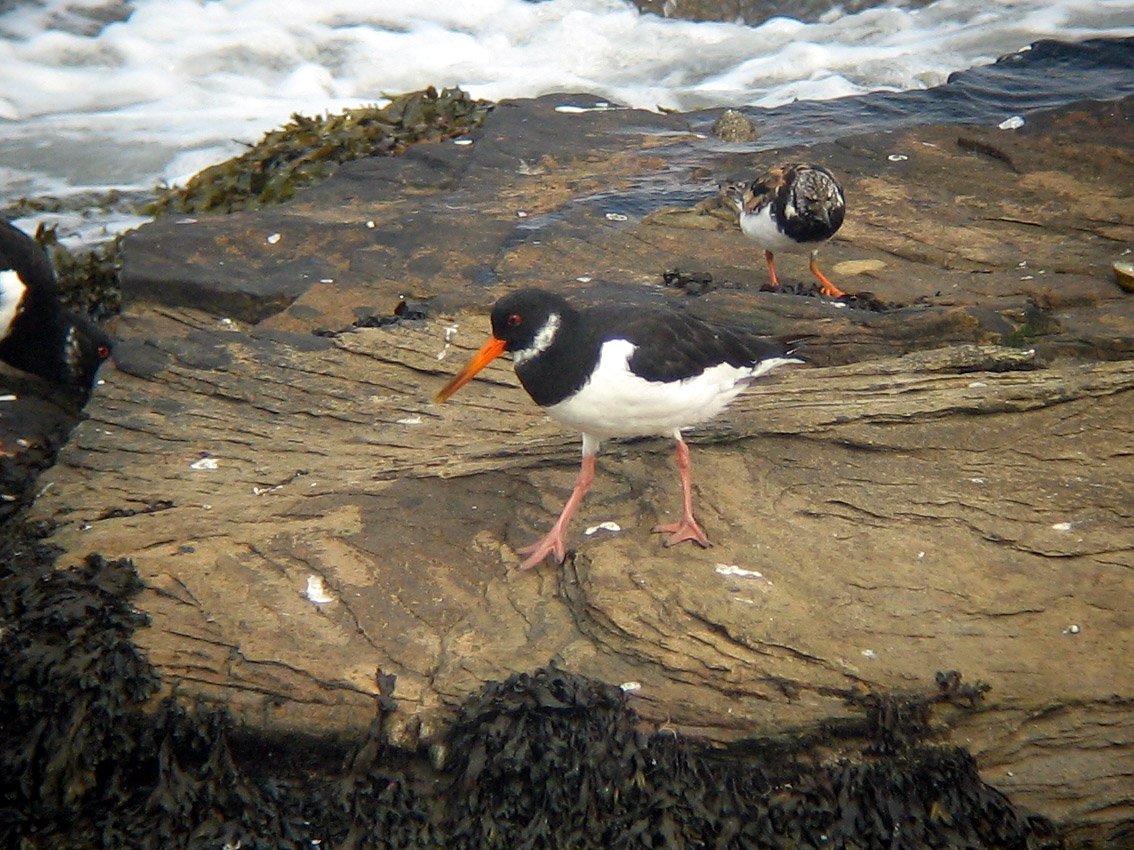
En strandskata under första sommaren tillsammans med roskarl. Notera den mörka näbbspetsen och den vita halskragen.

Vid kusten är strandskatans aktivitet beroende av tidvatten vilket resulterar i att den är både dag- och nattaktiv. I inlandet är den däremot bara dagaktiv. 
För att vara en vadare simmar strandskatan ganska väl. Smärre grupper har observerats simmande långt från fastlandet. Troligtvis vilar dessa fåglar vid högvatten och under mörka nätter på vattnet. Skadade och ännu inte flygfärdiga fåglar flyr ut på vattnet vid fara och ungar kan även dyka och tar sig fram under vattnet med hjälp av vingarna. Utanför häckningstiden lever strandskator mycket socialt, men vid häckningsplatsen är de oftast ganska aggressiva och den kan hacka på större djur, som till exempel boskap, för att hålla dem på avstånd från boet. Det förekommer också att de hackar ihjäl andra fåglar. För att skydda boet mot rovdjur och andra faror spelar strandskatan skadad för att locka iväg inkräktaren eller låtsas häcka på en annan plats.

### Biotop

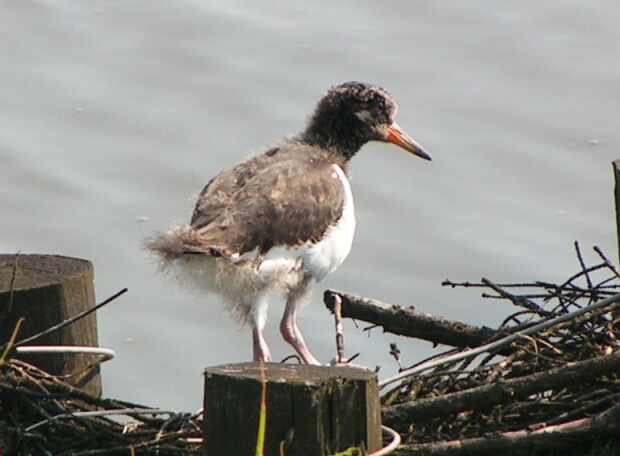
Ungfågel.

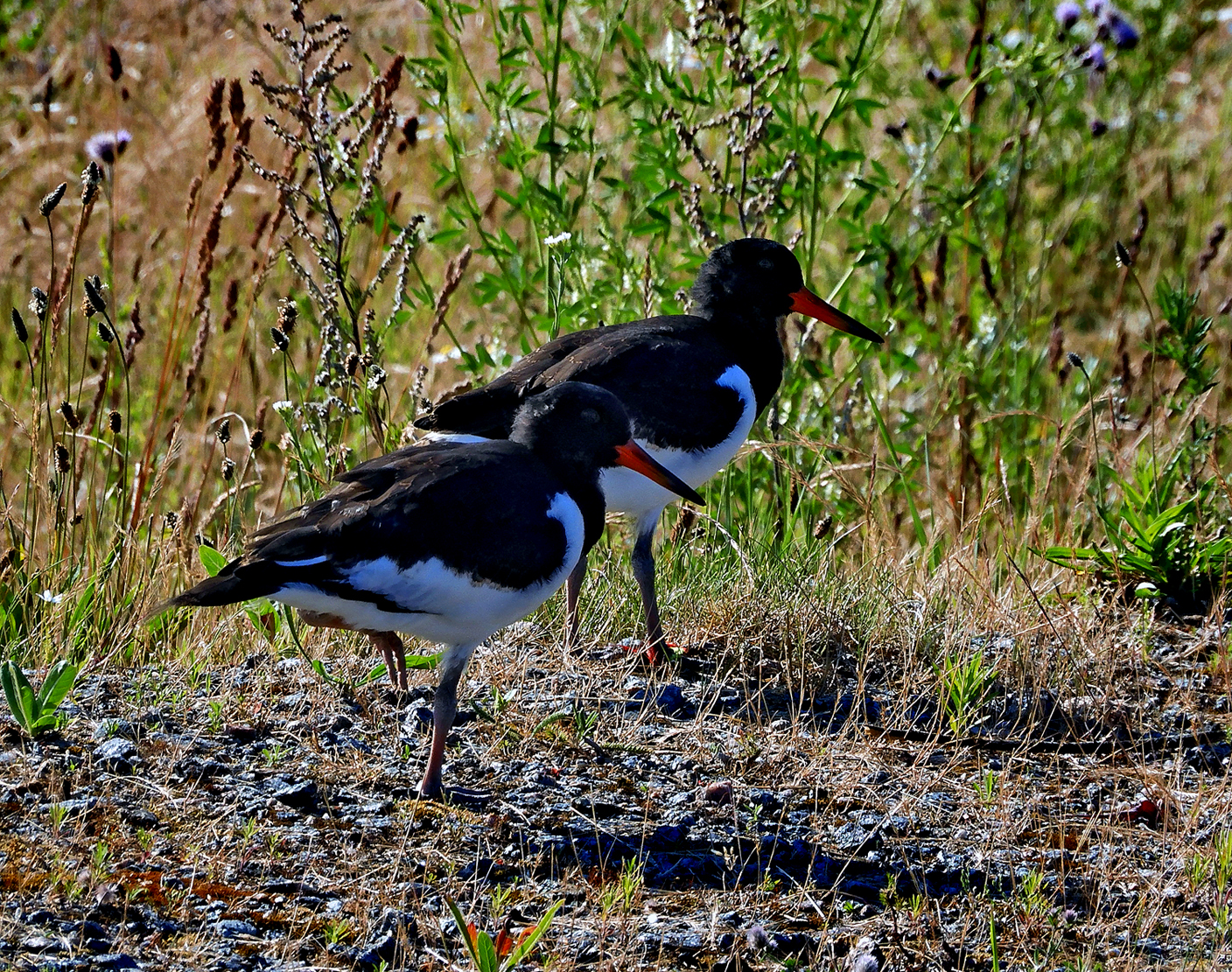
Tre veckor gamla och flygfärdiga Strandskator.

Strandskatan trivs på öppna strandmarker och på strandängar samt på sand- och grusstränder. Den kan även ses på åkrar längre in i landet. Strandskator är på grund av sin föda starkt knutna till kuster med tidvatten. Arten föredrar därför grunda kustvatten, öar och mynningar av floder och åar. Däremot påträffas arten i centrala delar av Europa ibland på ängar med kort gräs. Häckningsplatsen ligger i dessa regioner vid insjöar eller vid större floder med grusstränder. De förekommer även i konstgjorda sjöar eller dammar, exempelvis vid nedlagda gruvor och reningsverk.

### Föda
Strandskatan lever främst på musslor, som den är skicklig på att öppna. Den äter även insekter, kräftdjur, blötdjur och maskar. Typiska musslor som ingår i dess föda är hjärtmusslor och blåmusslor. Dessutom ingår skålsnäckor, strandsnäckor och snäckor av familjen buccinidae. I inlandet utgör daggmasken strandskatornas huvudsakliga föda men även insekter. I motsats till merparten havsfåglar är strandskatans muskelmage inte fullt utbildad. På grund av dess teknik att öppna födan med näbben behöver den inte smälta den i magen. Den kan sluka mindre musslor på en gång. De största hjärtmusslor som den äter helt har en diameter av 8 millimeter och för blåmusslor är måttet 12 millimeter. 
Under dagen födosöker strandskatan främst med hjälp av synen. Musslor som ligger längre ned i gyttjan hittar de med känsel och genom lerans skiftande färg. Under natten använder strandskator nästan uteslutande känselsinnet. De har bra förmåga att skilja mellan levande musslor och tomma skal. 
Köttet i större musslor når de genom att öppna skalen och för det finns två olika sätt. Det första sättet utgår från att strandskatan bär musslan till ett fast underlag och lägger den på marken med den flata sidan uppåt. Den håller fast musslan med fötterna, och slår med styv hals och sluten näbb lodrätt på musslan medan den gungar med höften. På detta sätt förstörs en av musslans muskler som sluter skalet. Sedan vrids musslan en bit och strandskatan använder näbben för att öppna den helt. För att öppna och äta en blåmussla behöver strandskatan inte längre än tio till femton sekunder. Hårda musslor kastar den ibland från ett högre ställe till marken för att öppna dem. Den andra varianten är att fågeln trycker sin näbb genom skalets halvor för att skada musklerna som sluter musslans skal. En enskild individ använder alltid samma teknik, som den lär sig av sina föräldrar och förbättrar genom övning.

### Häckning

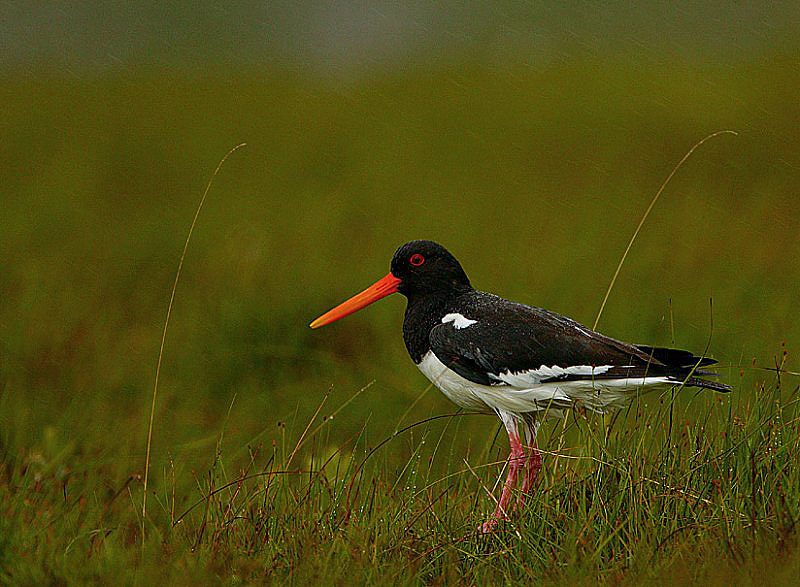
Strandskatan häckar även i inlandet.

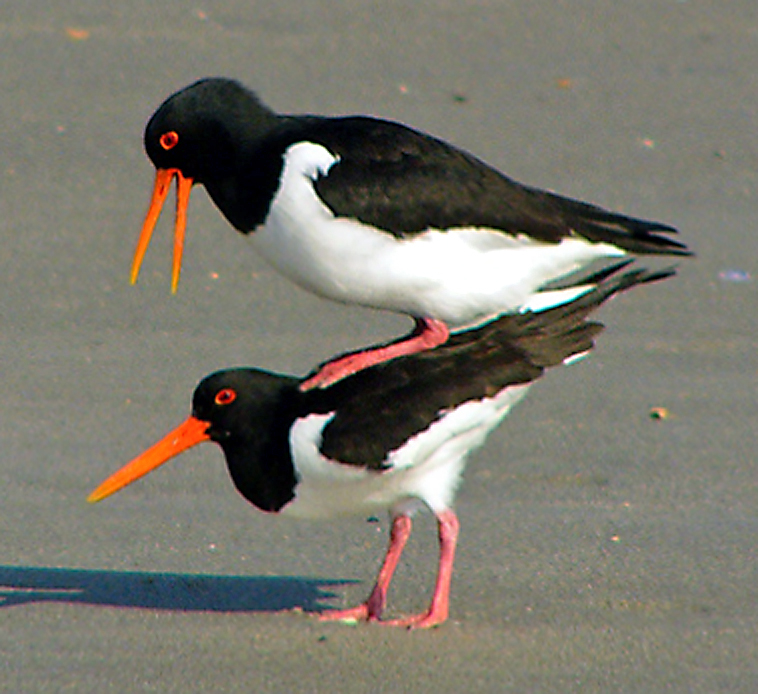
Strandskator som parar sig.

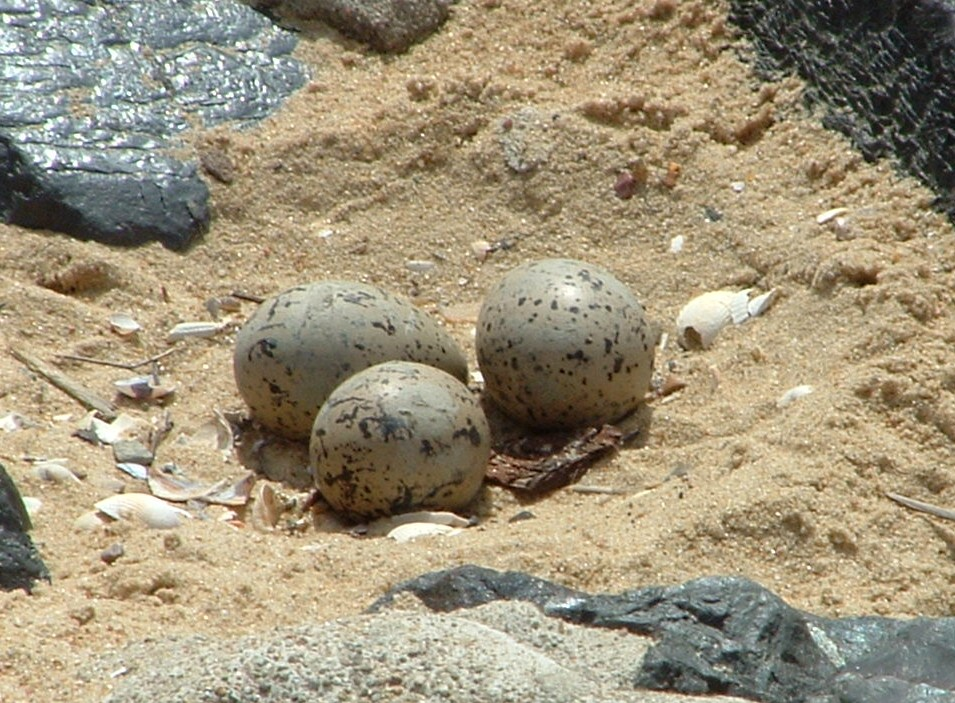
En strandskatas ägg i en grund sandgrop.

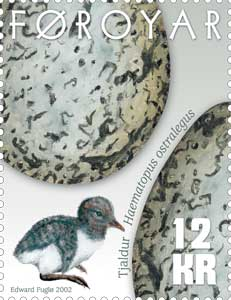
Frimärke från Färöarna, som visar strandskatans ungar och ägg.

Strandskator häckar för första gången när de är fyra år gamla. Oftast är de monogama, men det förekommer att hanar har två honor. Paren är mycket trogna varandra och separationer förekommer sällan. Om den ena fågeln dör påbörjar den andra en ny parbildning. I början av häckningsperioden genomför hanen, eller paret tillsammans, en spelflykt där de flyger i vida bågar, med djupa långsamma vingslag samtidigt som de yttrar sitt läte (se #Läte) i takt med vingslagen. Boet placeras direkt på marken ofta vid sandstränder och på en upphöjd plats och utanför tidvattenzonen. I inlandet föredras ängar som inte är i bruk. I modern tid har det blivit allt vanligare att strandskator väljer att häcka på platta hustak, både i kustnära industriområden och längre in i städerna. Viktigare än häckningsplatsens beskaffenhet är tillgången till föda. Det förekommer också att strandskator häckar i sandtag, vid byggplatser och järnvägslinjer, på halmtak och i korgvide. Boet självt består bara av en grop i marken som skapas genom att vrida kroppen i underlaget.
Honan lägger oftast tre ägg men kullar med upp till fem ägg har observerats. Det förekommer att flera honor lägger ägg i samma bo. Äggen är grå eller gulbruna, med mörka fläckar så att de är svåra att få syn på på stranden. Som hos alla vadarfåglar sker bara en häckning per år. Men om kullen förstörs av boskapsdjur eller måsar sker oftast ett andra försök. Båda föräldrar ruvar äggen och det tar i genomsnitt 24–27 dagar. Efter att ungarna kläckts tar båda föräldrarna ansvar för ungfåglarnas uppfödning.
Ungarna utvecklas snabbare i inlandet än vid kusten. De förstnämnda fåglarna blir oftast självständiga cirka sex veckor tidigare, antagligen på grund av att födans sammansättning skiljer sig väsentligt. Huvudfödan för unga strandskator vid kusten består av musslor, snäckor och kräftor med hårt skal som måste brytas och som kräver en fullt utbildad näbb. Strandskator i inlandet däremot, äter huvudsakligen daggmaskar som kan förtäras direkt.

### Häckningsframgång, dödlighet och ålder
En månad efter den postjuvenila ruggningen har i genomsnitt 16 procent av årsungarna överlevt. Artens medellivslängd ligger i vilt tillstånd på 15 år och i fångenskap kan de bli upp till 30 år gamla. Rekordet hölls av en individ som hittades 1993. Ringmärkningen från 1949 i Nederländerna visade att fågeln var 44 år gammal.

## Strandskatan och människan

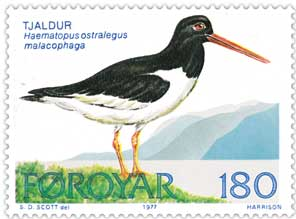
"Tjaldur", Färöarnas nationalsymbol.

### Status och hot
Under andra hälften av 1800-talet minskade beståndet i större delar av Europa betydligt, men sedan 1930 växte det igen. En uppskattning som gjordes 1971 visade att det i det nordvästeuropeiska beståndet fanns 550 000 individer, med 13 000 par i Tyskland och 41 000 par i Nederländerna. Idag pendlar beståndet på grund av jakt och förstöring av fåglarnas biotop å ena sidan, och olika skyddsåtgärder å andra sidan. Orsaken till fågelns spridning i inlandet var troligtvis jordbrukets modernisering och intensifiering. Sedan 1990-talet har beståndet i Europa minskat relativt kraftigt. 2015 kategoriserade därför internationella naturvårdsunionen IUCN strandskatan som nära hotad. Sedan 2020 tas den även upp på den svenska Artdatabankens rödlista som nära hotad. Norsk Ornitologisk Forening valde strandskatan till Årets fågel 2018 för att uppmärksamma artens beståndsminskningar.

### Namn
Den äldsta kända noteringen av trivialnamnet "strandskata" härrör från Pehr Gustaf Lindroths skrift En resa uti åländska skärgården vårtiden år 1786. Anders Retzius anger "strandskata" som ett skånskt namn på arten, men redan 1746 skriver Linné att varianten "strandskjura", där skjura betyder "skata", är ett dialektalt öländskt namn. Den har en mängd olika dialektala namn i Sverige som "albräck" eller "albräckt" i Småland och på Öland, "albräcka" i Östergötland, "albrok" och "spikgubbe" i Södermanland, "alvrick" och "albeck" på Åland, "tjel", "tjäll" eller "tjeld" i Bohuslän, "marspiss", "marspitt", "mavspätt", "sylspit" och "strandridare" på Gotland och "stranskjor" i Småland.

### I kulturen
Strandskatan är en iögonfallande, högljud och orädd fågel som man lätt kommer ganska nära. Detta tillsammans med att den är en flyttfågel som återvänder till sina häckningsområden ungefär vid samma tidpunkt på våren gör att den känns igen och ofta noteras även av de som inte kallar sig fågelskådare. Trots detta förekommer den mycket lite i folktro.
På Färöarna är strandskatan, som på färöiska heter Tjaldur, landets nationalfågel och dess ankomst från vinterkvarteren firas varje år den 12 mars på helgdagen Grækarismessa, som samtidigt gäller som vårens början. I en sång från 1800-talet som heter Fuglakvæði besjöng den färöiske nationalhjälten Nólsoyar Páll strandskatan, som sedan dess ses som symbol för Färöarnas självständighetssträvan.
I norra Skottland sade man att strandskatan, om man kommer för nära dess bo, förargat skriker "Bee gleechk! Bee gleechk!", vilket är skotsk gaeliska för "Var klok" eller "Se upp!".
Strandskatan är Bohusläns landskapsfågel.